# かっぱ巻き
かっぱ巻き（かっぱまき）は、胡瓜を具材（芯）とする海苔巻き。「キュウリ巻き」ともいう。干瓢巻きや鉄火巻きと並ぶ代表的な細巻き寿司である。

## 歴史
巻き寿司が誕生したのは、江戸時代中期である。1750年（寛延3年）から1776年（安永5年）頃に上方で生まれたと考えられている。上方では太巻き寿司が主流であったが、江戸では細巻き寿司が好まれるようになり、江戸では海苔巻きと言えば干瓢の細巻き寿司が一般的となっていった。その後、江戸時代末期から明治時代初め、あるいは明治時代中頃に、鮪を具材（芯）とする鉄火巻きが生み出された。
胡瓜を具材とする海苔巻きの発祥については、東京・西早稲田の「八幡鮨」とする説が知られている。1868年（明治元年）に団子屋として創業し、大正時代の半ばに寿司屋に業種転換した「八幡鮨」の四代目である安井弘が、姉とともに考案したとされる。安井は、太平洋戦争の終戦直後、物資が不足する中で、胡瓜を寿司種にできないかと考え、試行錯誤の末、胡瓜を生のまま巻くことを思いついたという。ただし、大阪寿司の生き字引的存在であった阿部直吉は、「キュウリ巻は元祖が多すぎて、どれが本物かわかりません。ごく新しいもので、戦争のすぐ前ぐらいでしょうか。」と、太平洋戦争前からあったと証言している。
これとは別に、大阪・曾根崎の「甚五郎」が発祥とする説もある。この説では、1929年（昭和4年）創業の「甚五郎」店主の大宅信次郎が、鉄火巻きをヒントに考案したとされ、店の前には「元祖きうり巻」の石柱が建てられている。
胡瓜は夏野菜であるため、キュウリ巻きが考案された当時は夏季限定の海苔巻きで、山葵の効いた淡白な味わいは、夏にうってつけであった。安井によれば先代からも「邪道」と言われたキュウリ巻きであったが、胡瓜の歯ごたえのある食感と爽やかな清涼感は口直しに最適とされ、その安さもあって昭和30年代には全国に広まった。
現在では、栽培技術の進歩によって胡瓜は一年中流通するようになったため、かっぱ巻きも一年を通じて提供されるようになった。かっぱ巻きのシンプルでさっぱりとした味は、干瓢巻きとともに握り寿司を食した後の締めの定番となっている。また、「穴きゅう巻き」や「紐きゅう巻き」など、胡瓜とほかの具材を巻いた海苔巻きも考案されて人気となっている。

## 語源と別称
かっぱ巻きを最初に考案したのが「八幡鮨」であったにしても「甚五郎」であったにしても、ともに胡瓜を具材（芯）とする海苔巻きを「キュウリ巻き」としている。それがいつの頃から「かっぱ巻き」と呼ばれるようになったのかについては、はっきりしない。その由来も、「胡瓜が河童の好物であるから」、「胡瓜を輪切りにした時の切り口が河童の皿に似ているから」、「切り口が、カッパ天王の異名を持つ牛頭天王（須佐之男命）を祭る祇園社（あるいは荏原神社）の神紋に似ているから」など、諸説ある。
かっぱ巻きの元祖を自称する「八幡鮨」の安井は、当時、漫画家の清水崑がよく描いていた河童の絵が由来ではないかとし、その中にたまたま胡瓜を持っていたものがあり「それを見て、キュウリ巻きをカッパ巻きと呼んだんじゃねえか？」と推測している。
現在では、「かっぱ」は胡瓜を意味する寿司屋の符牒となっており、単に「かっぱ」でかっぱ巻きを意味することもある。さらに、河童と合羽を掛けて「レインコート」と呼んだりもする。また、1993年（平成5年）頃には、同年発足したJリーグの黎明期に活躍し、その容貌から「カッパ」の愛称で親しまれた鹿島アントラーズのアルシンドにちなんで「アルシンド巻き」とも呼ばれた。

## 調理法

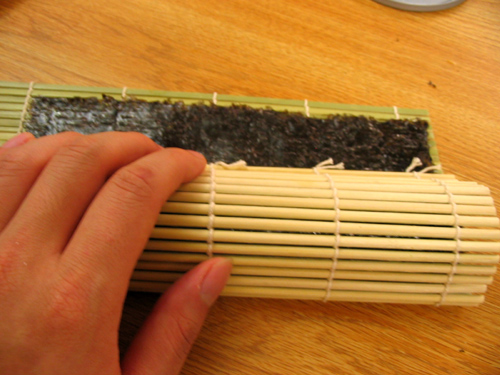
巻き簾に乗せた状態

### 具材（芯）
胡瓜は、あらかじめ板摺ないし塩揉みする。粕漬けを使うこともある。小さめのものを丸のまま使うか、縦に4ないし6等分する、もしくは千切りにする。山葵、胡麻、紫蘇を添え物とする。

### 寿司飯
1. 米をざるに上げ、およそ15分間水気を切った後に米と同量の水で炊く[43]。
2. 酢、砂糖、塩を砂糖と塩が溶けるまでよく合わせて寿司酢を作る[43]。
3. 炊きあがった米をボウルや飯台に移し、寿司酢を加えながら切るように混ぜ、乾燥させないよう濡れ布巾をかぶせて冷ます[43]。

### 巻き方
1. 巻き簾の上に長辺を二等分した海苔を載せ[41][44]、茶碗半分程度（およそ80グラム[45]）の寿司飯を載せ、広げる[39][46]。上端は少し空けておく[44]。胡瓜を載せる部分は寿司飯をやや少なめにする[23][44]。中央部に山葵を塗り、胡瓜を載せる[39][47]。
2. 胡瓜が中央からずれないように指で押さえながら、巻き簾を持ち上げるようにして、巻き締める[48]。手前と巻き終わりの寿司飯を合わせるように巻き、形を整える[45]。巻き終わりが下になるように半回転させ、巻き簾から取り出す[45]。
3. 巻き簾から取り出し、半分に切り、さらに三等分して六つ切りにする[46][47]。包丁についた粘りを酢水でふき取りながら切ると、切り口が綺麗に仕上がる[45]。

## 成分
飯の量やの醤油有無などにより異なるため、細巻き1本あたりのエネルギーはおおよそ100–200キロカロリーとばらつきがある。主要栄養素としてタンパク質、脂質、炭水化物、糖質、食物繊維を含み、食塩相当量はおよそ0.5–2グラムとなっている。
上記のほか、カルシウム、鉄、カリウム、マグネシウム、リン、亜鉛、銅、マンガン、ヨウ素、セレン、クロム、モリブデン、ビタミンA、ビタミンD、ビタミンE、ビタミンK、ビタミンB1、ビタミンB2、ビタミンC、ビタミンB6、ビタミンB12、ナイアシン、葉酸、パントテン酸、ビオチンなどを若干量含む。

## 派生

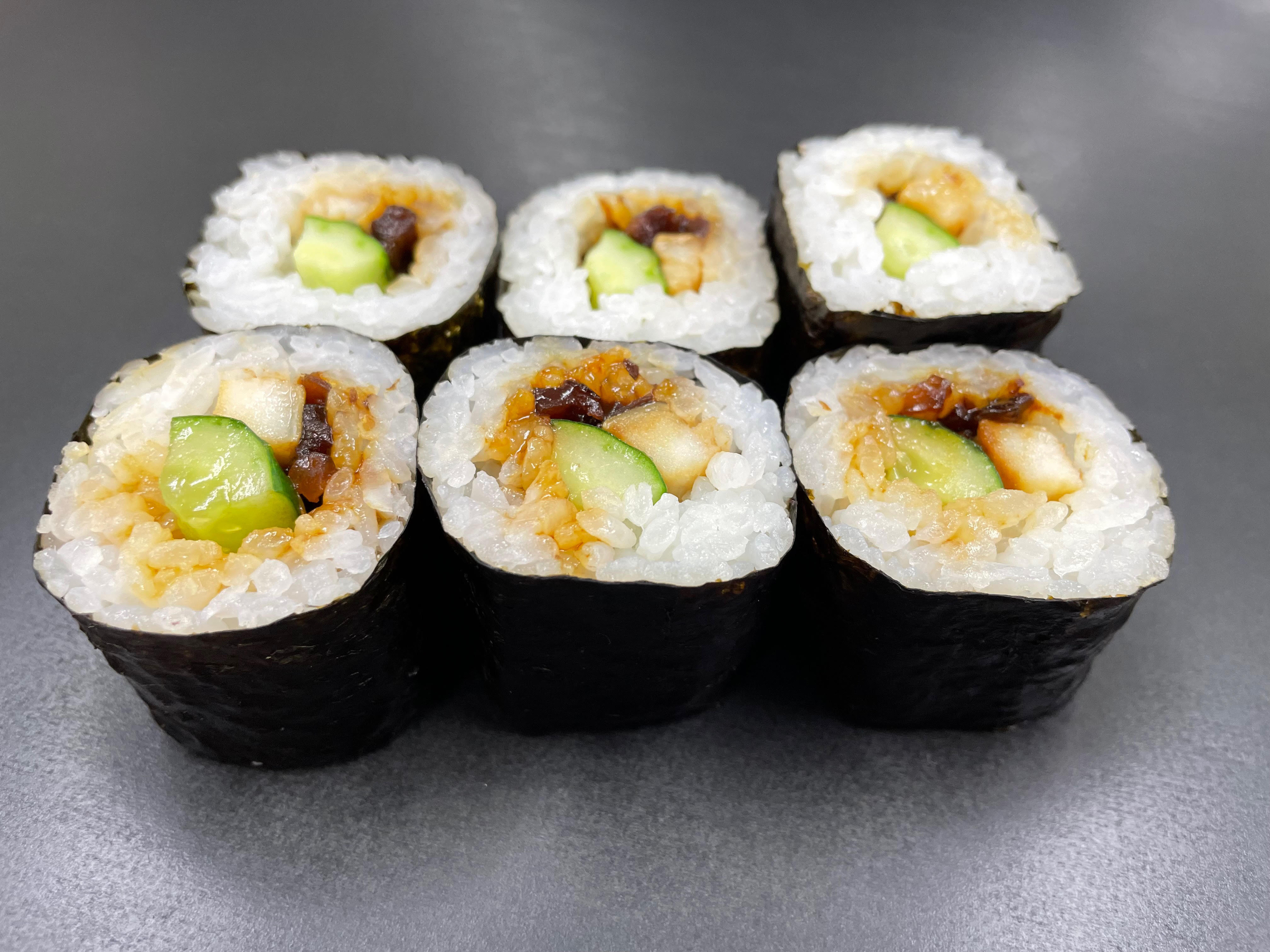
穴きゅう巻き（中巻き）

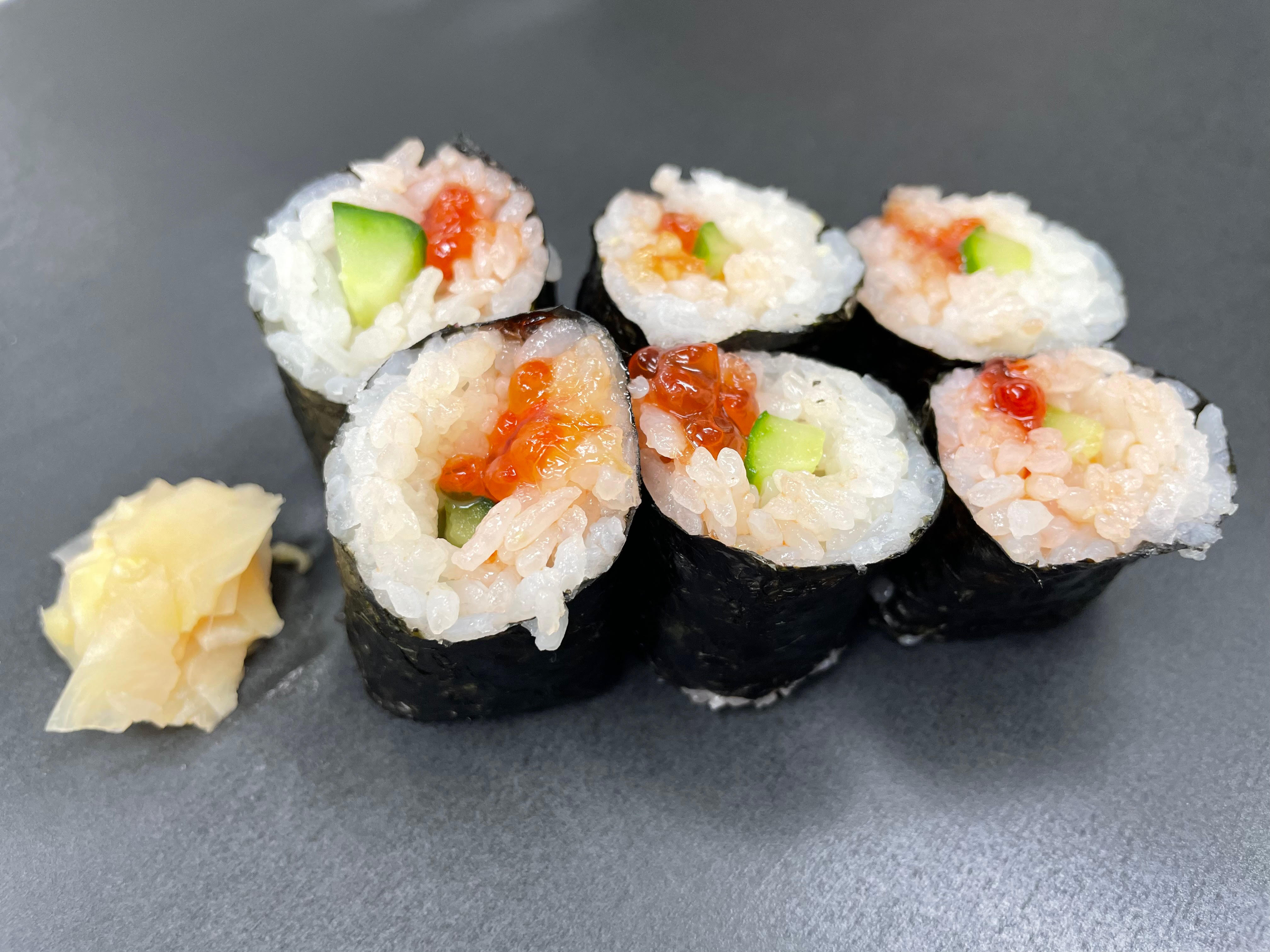
マンボ巻き

穴きゅう巻き
アナゴと胡瓜を具材（芯）とする海苔巻き。煮アナゴを強火で軽く炙ったものに、アナゴの煮汁を煮詰めたツメを塗って具材とし、多めの山葵とともに巻き込む。焦げたアナゴの食感・香ばしさ・脂の甘味と旨味は、胡瓜の香り・食感との相性が絶妙で、山葵の辛みがアクセントとなっている。細巻き寿司または中巻き寿司として供される。

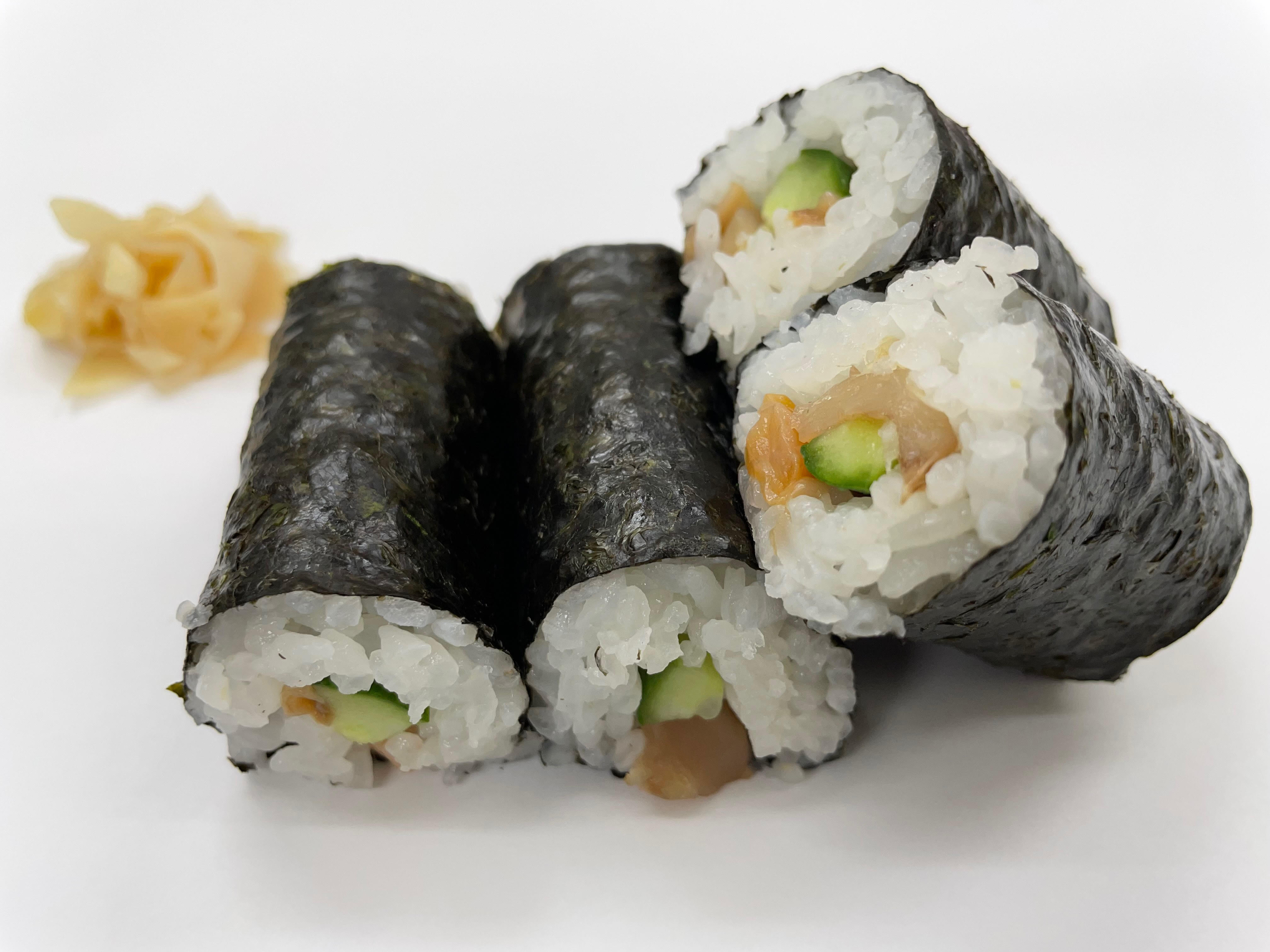
紐きゅう巻き
赤貝の紐と胡瓜を具材とする海苔巻き。赤・緑・白・黒の彩りが美しい巻き寿司である。紐は、1個の赤貝から1本しか取れないために貴重で、鮮やかな赤色と心地よい食感、磯の香りに加え、わずかな渋みをともなう独特の甘味から、赤貝本体より美味とも言われ、通に人気の部位となっている。これに胡瓜の爽やかさと食感が加わり、少量の山葵を効かせることにより、さらに味わいが高まるとされる。通常は細巻き寿司である。
うなきゅう巻き
鰻と胡瓜を具材とする海苔巻き。鰻は蒲焼きにして棒状に切ったものを用い、細巻き寿司として供される。
ハラス巻き
鮭のハラスと胡瓜を具材とする海苔巻き。大葉や白胡麻などとともに巻き込まれる。通常は細巻き寿司である。
マンボ巻き
筋子と胡瓜を具材とする巻き寿司。宮城県で考案され、昭和30年代に流行した。名称の由来については、赤と緑が当時流行していたキューバの音楽ダンス「マンボ」の衣装をイメージさせることから「マンボ巻き」と名付けられたとも、あまりの美味しさに食した後「うー、マンボ！」と言った人がいたからともいわれている。醤油をつけずにそのまま食しても美味。酒の肴にも向く。細巻き寿司として供される。